# Evelyn Pierrepont (1. książę Kingston-upon-Hull)

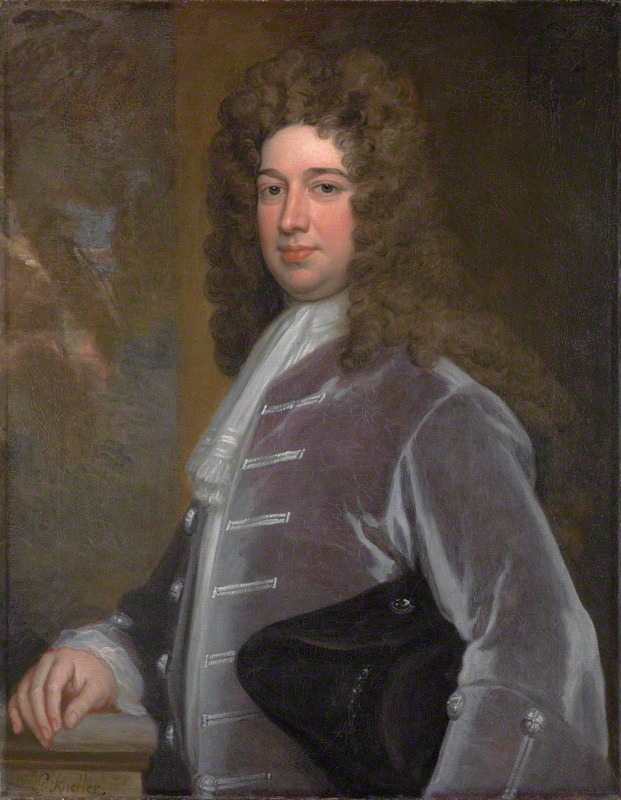
Książę Kingston-upon-Hull

Evelyn Pierrepont, 1. książę Kingston-upon-Hull KG (ur. 27 lutego 1665 w West Dean w hrabstwie Wiltshire, zm. 5 marca 1726 w Holme Pierrepont) – brytyjski arystokrata i polityk.

## Życiorys
Był młodszym synem Roberta Pierreponta i Elizabeth Evelyn, córki sir Johna Evelyna. W latach 1689–1690 był deputowanym do Izby Gmin z okręgu East Retford. Po śmierci starszego brata Williama w 1690 r. odziedziczył tytuł 5. hrabiego Kingston-upon-Hull i zasiadł w Izbie Lordów.
Był jednym z komisarzy przygotowujących unię ze Szkocją. Za swoją pracę na tym stanowisku otrzymał w 1706 r. tytuł markiza Dorchester. Członek Tajnej Rady od 1708 r., w roku 1715 otrzymał tytuł księcia Kingston-upon-Hull.
W 1716 r. otrzymał stanowisko Lorda Tajnej Pieczęci. W 1719 r. został Lordem Przewodniczącym Rady, ale już w 1720 r. ponownie otrzymał pieczę nad Tajną Pieczęcią. W 1719 r. został kawalerem Orderu Podwiązki. Zmarł podczas sprawowania urzędu w 1726 r.

## Rodzina

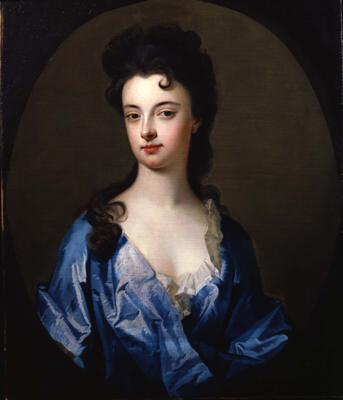
Isabella, księżna Kingston-upon-Hull

27 czerwca 1687 r. poślubił lady Mary Feilding (ok. 1668 - ok. grudzień 1697), córkę Williama Feildinga, 3. hrabiego Denbigh, i Mary King, córki sir Roberta Kinga. Evelyn i Mary mieli razem syna i trzy córki:
- Frances Pierrepont (zm. 4 marca 1761), żona Johna Erskine’a, 6. hrabiego Mar, miała dzieci
- Mary Pierrepont (26 maja 1689 - 21 sierpnia 1762), żona Edwarda Wortleya Montagu, miała dzieci
- Evelyn Pierrepont (1691 - 26 czerwca 1727), żona Johna Levesona-Gowera, 1. hrabiego Gower, miała dzieci
- William Pierrepont (21 października 1692 - lipiec 1713), hrabia Kingston

2 sierpnia 1714 r. poślubił lady Isabellę Bentinck (4 maja 1688 - 23 lutego 1728), córkę Hansa Bentincka, 1. hrabiego Portland, i Anne Villiers, córki sir Edwarda Villiersa. Evelyn i Isabella mieli razem dwie córki:
- Caroline Pierrepont (1716–1753), żona Thomasa Branda
- Anne Pierrepont (ok. 1719–1739)